# Sminthurididae
Sminthurididae es una familia de Collembola en el orden Symphypleona. Esta familia posee cinco géneros y unas 40 especies descriptas.

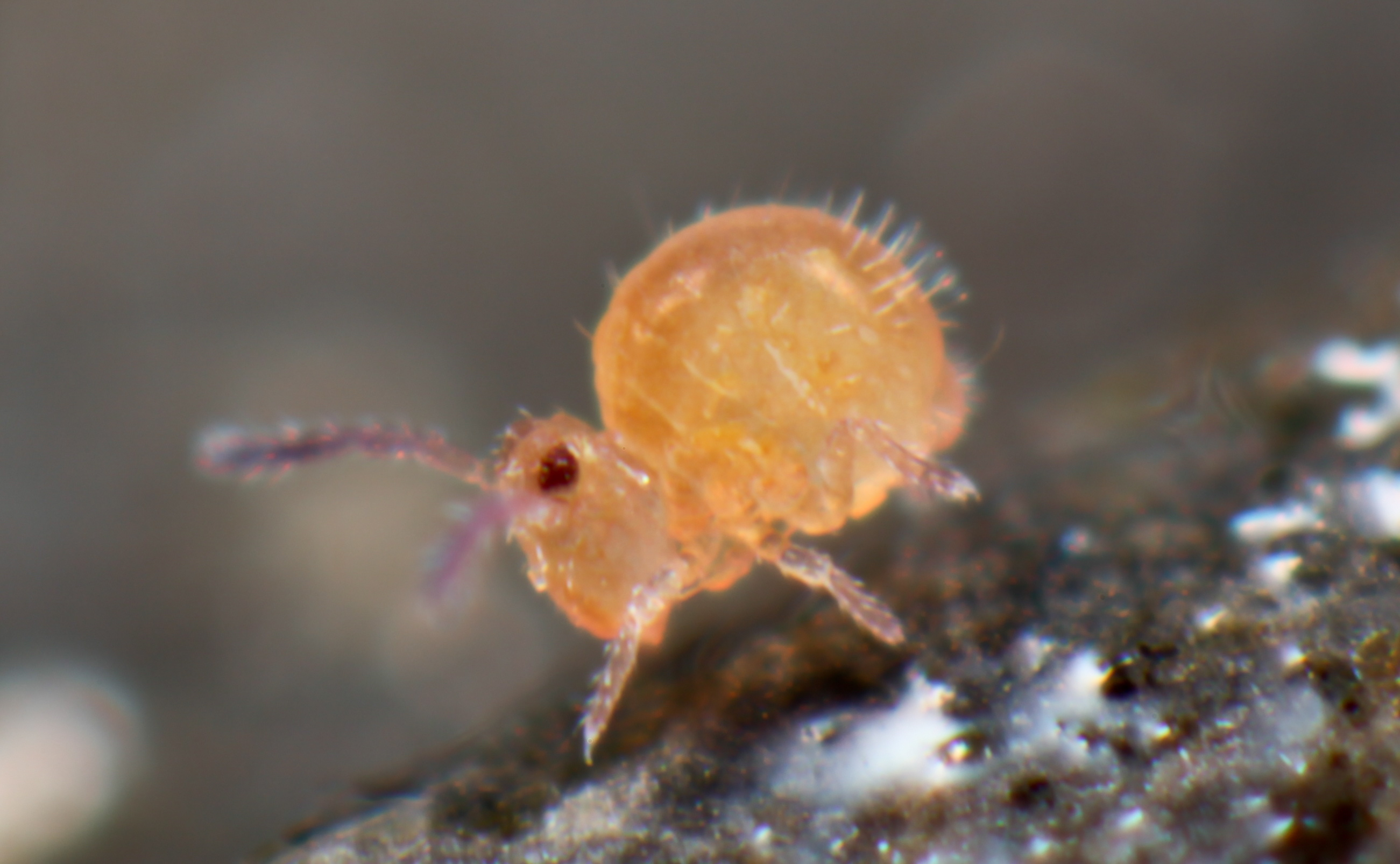
Sphaeridia pumilis

## Géneros
Estos cinco géneros pertenecen a la familia Sminthurididae:
- Boernerides Bretfeld, 1999
- Denisiella Folsom & Mills, 1938
- Sminthurides Boener, 1900
- Sphaeridia Linnaniemi, 1912
- Stenacidia Börner, 1906